# Acroporium smallii
Acroporium smallii är en bladmossart som beskrevs av H. Crum och Lewis Edward Anderson 1960. Acroporium smallii ingår i släktet Acroporium och familjen Sematophyllaceae. Inga underarter finns listade i Catalogue of Life.